# Pirate Tape
Pirate Tape è un cortometraggio del 1983 diretto da Derek Jarman.

## Trama
Lo scrittore statunitense William S. Burroughs è colto in alcuni momenti di un suo viaggio a Londra, del 1983. Lo si vede uscire dall'auto, nella sua grigia, "francescana", eleganza sartoriale; mentre, evanescente sagoma al di là delle vetrate, recita alcune sue poesie; ancora sulla strada ad autografare libri per alcuni ammiratori.

## Produzione
Nel 1981, il regista lavora con il gruppo post-punk Throbbing Gristle ad un video musicale dal titolo Tg: Psychic Rally in Heaven. Sullo sfondo di alcune illustrazioni in bianco e nero di una vecchia edizione della Divina Commedia, le sagome dei musicisti si dissolvono sino a diventare irriconoscibili chiazze rosso-arancione.
Già nella struttura del pezzo, costruito con frammenti, elettronicamente distorti, della confessione di un giovane, colpevole della violenza e dell'assassinio di una bimba di dieci anni, Genesis P. Orridge, leader del gruppo, denuncia il suo debito nei confronti di Burroughs e della sua tecnica di cut-up.
Nel 1983, quando ha già lasciato i Throbbing Gristle per costituire gli Psychic TV, Genesis P. Orridge organizza un tour letterario del suo "guru" in alcuni luoghi di Londra: il cinema Ritzy a Brixton, la discoteca gay Heaven, una galleria d'arte. È in questa circostanza che Jarman, estimatore dell'opera dello scrittore statunitense sin da quando, nel 1962, comincia ad essere conosciuta in Inghilterra, gira, in Super 8, Pirate Tape.
Molto diverso da Tg: Psychic Rally in Heaven, il cortometraggio "ci restituisce un senso di immediatezza diaristica".
La musica è degli Psychic TV
In Italia è stato distribuito dalla Rarovideo, dal 2003.